# Перелік кавалерів Хреста Симона Петлюри (Д)
Ця сторінка — інформаційний реєстр. Див. також основні статті: Хрест Симона Петлюри та Перелік кавалерів Хреста Симона Петлюри.
В алфавітному порядку представлені всі відомі кавалери Хреста Симона Петлюри, чиї прізвища починаються з літери «Д».
| №  | Фото | Ім'я                        | Дата народження   | Місце народження                                                     | Дата смерті       | Місце смерті                      | Звання            | Підрозділ                                  | № ордена |
| -- | ---- | --------------------------- | ----------------- | -------------------------------------------------------------------- | ----------------- | --------------------------------- | ----------------- | ------------------------------------------ | -------- |
| 1  |      | Давидчук Влас Парфенович    | 1895              | Круті Горби, Таращанський повіт, Київська губернія                   | 22 листопада 1921 | м. Базар                          | козак             | 4-та Київська дивізія                      | 2199     |
| 2  |      | Дашкевич Роман Іванович     | 6 грудня 1892     | Тустановичі, Дрогобицький повіт, Королівство Галичини та Володимирії | 12 січня 1975     | Куфштайн, Австрія                 | Полковник         |                                            | 544      |
| 3  |      | Декаленко Петро Максимович  | 1896              | м. Сквира, Київська губернія                                         | 22 листопада 1921 | м. Базар                          | в. о. скарбника   | 4-та Київська дивізія                      | 2063     |
| 4  |      | Дельвіг Сергій Миколайович  | 4 липня 1866      | м.Москва, Російська імперія                                          | 1944              | м.Каїр, Єгипет                    | Генерал-полковник | Артилерія                                  | 109      |
| 5  |      | Деркач Олекса Аполлонович   | 17 березня 1897   | Добра                                                                | після 1936        |                                   | Хорунжий          | Запорозький корпус                         | 480      |
| 6  |      | Дзюблик Василь              | 25 грудня 1893    |                                                                      | 14 липня 1987     | Клівленд, штат Огайо, США         | Хорунжий          | Запорізька група армії УНР                 | 32       |
| 7  |      | Дзябенко Яків Мартинович    | 6 жовтня 1892     | Матяшівка                                                            | 1 березня 1959    | Карлсруе, Німеччина               | Сотник            |                                            | 2508     |
| 8  |      | Дмитріюк Василь             | 1 січня 1890      | село Костомолоти, Люблінська губернія                                | 11 листопада 1973 | Баффало                           |                   |                                            | 3        |
| 9  |      | Долуд Андрій                | 15 жовтня 1893    | с.Плетений Ташлик, Єлисаветградський повіт, Херсонська губернія      | 6 вересня 1976    | Куритиба, Бразилія                | Полковник         |                                            | 1094     |
| 10 |      | Дроб'язко Віталій Антонович | 15 січня 1896     | Київ                                                                 | після 1936        |                                   | Сотник            | Запорозький корпус                         | 1200     |
| 11 |      | Дугельний Грицько Макарович | 20 листопада 1893 | Зіньківський повіт, Полтавська губернія                              | 23 листопада 1921 | м. Базар                          | Підполковник      | 4-та Київська стрілецька дивізія Армії УНР | 2001     |
| 12 |      | Дядюша Сергій Іванович      | 26 вересня 1870   | Хорол, Полтавська губернія                                           | 23 травня 1933    | Каліш, Польща                     | Генерал-поручник  |                                            | 254      |
| 13 |      | Дяченко Віктор Гаврилович   | 14 квітня 1892    | с. Березова Лука Миргородського повіту Полтавської губернії          | 26 квітня 1971    | Лейк-Дженева, штат Вісконсин, США | Підполковник      | 1-й кінний полк Чорних запорожців          | 670      |
| 14 |      | Дяченко Петро Гаврилович    | 30 січня 1895     | с. Березова Лука, Гадяцький повіт, Полтавська губернія               | 23 квітня 1965    | м. Філадельфія, США               | Генерал-хорунжий  | Чорні Запорожці                            | 347      |